# Lepidomyia dionysiana
Lepidomyia dionysiana är en tvåvingeart som först beskrevs av Andretta och Carrera 1952.  Lepidomyia dionysiana ingår i släktet Lepidomyia och familjen blomflugor. Inga underarter finns listade i Catalogue of Life.